# Anders Brokamp
Anders Brokamp, född i Bremen, död 10 januari 1704 i Stockholm, var en tysk bild- och stenhuggare.
Han erhöll mästarprivilegier i Stockholm 1676 där han ägde en gård på Klara västra kyrkogata. Han var verksam som  bild- och stenhuggare vid Stockholms slott, Maria kyrka, Tessinska palatset samt vid uppförandet av  Ulrika Eleonora den äldres lusthus 1686–1687 och vid arbeten på Drottningholm 1692–1694.
Han var gift första gången 1670 med Geska Blume, dotter till Didrik Blume och andra gången med Maria Magdalena de l'Homme.